# Igor Krutoj
Igor Jakowlewicz Krutoj, ros. И́горь Я́ковлевич Круто́й (ur. 29 lipca 1954 w Hajworonie, obwód kirowohradzki, Ukraińska SRR, ZSRR) – rosyjski kompozytor, piosenkarz, producent i promotor muzyczny ukraińskiego pochodzenia; Ludowy Artysta Federacji Rosyjskiej (1996), Ludowy Artysta Ukrainy (2011, pozbawiony 2024).

## Życiorys
Igor Krutoj urodził się 29 lipca 1954 roku w Hajworonie w środkowej Ukrainie (wówczas Ukraińska SRR, ZSRR). Kiedy był dzieckiem samodzielnie nauczył się grać na akordeonie, po czym wykorzystał tę umiejętność grając w szkolnym zespole. Rozpoczął naukę w podstawowej szkole muzycznej, następnie kontynuował edukację muzyczną w szkole średniej w Kriwohradzie, którą ukończył z wyróżnieniem w 1974 roku. Nie udało mu się jednak zdać egzaminu wstępnego do konserwatorium kijowskiego, w związku z czym spędził cały kolejny rok udzielając lekcji muzyki w Hajwronie oraz w wiejskiej szkole w pobliskim Bandurowie. 
W kolejnym roku dostał się do Nikołajewskiego Państwowego Instytutu Pedagogicznego im. Bielińskiego w Mikołajowie (obecnie Nikołajewski Państwowy Uniwersytet im. W.A. Suchomlińskiego, gdzie studiował na Wydziale Dyrygentury Chóralnej. Studia łączył z pracą w restauracji, gdzie poznał piosenkarza Aleksandra Sierowa, dla którego wkrótce zaczął komponować piosenki. W 1986 roku zdał egzaminy wstępne do Saratowskiego Konserwatorium Państwowego im. L.W. Sobinowa (jednej z najstarszych wyższych szkół muzycznych w Rosji), które ukończył z wyróżnieniem.
W 1981 urodził mu się syn Nikołaj, jak również rozpoczął współpracę, która utorowała mu drogę do sukcesu na drodze zawodowej – początkowo został pianistą, następnie zaś dyrektorem artystycznym zespołu Walentiny Tołkunowej – rosyjskiej piosenkarki będącej u szczytu sławy i cieszącej się wówczas dużą popularnością. W tamtym czasie dawał wiele koncertów, występując m.in. z popularnym aktorem Jewgienijem Leonowem (1926–1994). W 1986 roku skomponował swój pierwszy wielki przebój – utwór Madonna, który napisał specjalnie dla swojego przyjaciela – Aleksandra Sierowa. Wkrótce rozpoczął współpracę z plejadą sław rosyjskiej estrady: Iriną Allegrową, Michaiłem Szufutinskim, Laimą Vaikule, Walerijem Leontjewem. Ponadto kontynuował współpracę z Sierowem.
W 1989 artysta rozpoczął działalność producencką, zostając dyrektorem artystycznym spółki branży muzycznej – Centrum Młodzieży ARS (ros. Молодежный центр „АРС”). 9 lat później został prezesem tego przedsiębiorstwa. Pod jego kierownictwem na przestrzeni lat „ARS” została jednym z największych producentów muzycznych oraz organizatorów tras koncertowych w Rosji (zarówno artystów krajowych, jak i zagranicznych). Ponadto spółka zajmuje się produkcją programów telewizyjnych, a także materiałów audio i wideo.

## Dyskografia
- Признание. Песни Игоря Крутого, EP (1986)
- Александр Серов, Мадонна, LP (1987)
- Александр Серов, Я плачу, LP (1991)
- Сёстры Роуз, Как там в России?, CD/CC (1992)
- Сборник песен Игоря Крутого, Звездопад, CD/CC (1994)
- Сборник песен Игоря Крутого, Любовь, похожая на сон, CD/CC (1995)
- Аркадий Арканов, Арканов-Крутой, (1995)
- Ирина Аллегрова, Я тучи разведу руками…, CD/CC (1996)
- Вадим Байков, Царица моих сновидений CD/CC (1996)
- Песни композитора Игоря Крутого, Часть 1 CD/CC (1997)
- Песни композитора Игоря Крутого, Часть 2 CD/CC (1997)
- Александр Буйнов, Острова любви CD/CC (1997)
- Ирина Аллегрова, Незаконченный роман, CD/CC (1998)
- Михаил Шуфутинский, Однажды в Америке, CD/CC (1998)
- Песни композитора Игоря Крутого, Часть 3, CD/CC (1998)
- Песни композитора Игоря Крутого, Часть 4, CD/CC (1998)
- Валерий Леонтьев, Канатный плясун, CD/CC (1999)
- сёстры Роуз, Ты — это я, CD/CC (1998)
- Лайма Вайкуле, Латинский квартал, CD/CC (1998)
- Александр Буйнов, Мои финансы поют романсы, CD/CC (1998)
- Песни композитора Игоря Крутого, Часть, 5 CD/CC (1999)
- Игорь Крутой, Без слов, Часть первая, CD/CC (2000)
- Игорь Крутой, Друзья и песни, DVD/VHS (2000)
- Творческий вечер И.Крутого в ГКД, DVD/VHS (2001)
- Песни композитора Игоря Крутого, Часть 6, CD/CC (2001)
- Снежная королева, саундтрек к новогоднему мюзиклу, CD/DVD/VHS (2003)
- Игорь Крутой, Без слов, Часть вторая, CD (2004)
- Игорь Крутой, The Best, Часть первая, CD (2004)
- В жизни раз бывает… 50, Творческий вечер Игоря Крутого, DVD/VHS (2004)
- Игорь Крутой, О чём играет пианист, DVD/VHS (2006)
- Игорь Крутой, Без слов, Часть третья, CD (2007)
- Игорь Крутой, The Best, Часть вторая, CD (2008)
- Дмитрий Хворостовский и Игорь Крутой, Дежавю, 2 CD + DVD (2009)
- Lara Fabian и Игорь Крутой, Mademoiselle Jivago, CD (2010)
- Игорь Крутой, Без слов, Часть четвёртая и пятая, 2 CD (2012)

## Piosenki (wykonawca)
- Ангел-хранитель (1994)
- Незаконченный роман (1997)
- Ветка каштана (1997)
- Столик на двоих (1998)
- Хрустальный бокал (1998)
- Мой друг (2001)
- Живи спокойно, страна (2002)
- Пальма-де-Майорка (2004)
- Москва слезам не верит (2004)
- Затерянный берег (2007)
- В море ходят пароходы (2008)
- Как ты прекрасна (2008) — на тв. вечере И.Николаева
- Зеркало (2009) — на тв. вечере Ю.Антонова
- Пісня про рушник (Рідна мати моя) (П. Майборода — А. Малышко) (2010)
- Маленькое кафе (2010)
- Есть только миг (2011) — на тв.вечере А.Зацепина
- Третье сентября (2011)
- Навсегда (2013)